# Cieszyków
Cieszyków – wieś w Polsce położona w województwie wielkopolskim, w powiecie kaliskim, w gminie Szczytniki, ok. 10 km od Opatówka, ok. 20 km od Kalisza.

## Przynależność administracyjna
| Okres     | Jednostka administracyjna | Jednostka administracyjna | Jednostka administracyjna |
| Okres     | Województwo               | Powiat                    | Gmina                     |
| --------- | ------------------------- | ------------------------- | ------------------------- |
| (w 1880)  |                           | kaliski                   | Marchwacz                 |
| 1975–1998 | kaliskie                  |                           | Szczytniki                |
| 1999–     | wielkopolskie             | kaliski                   | Szczytniki                |

## Historia
W 1827 w Cieszykowie było 13 domów i 105 mieszkańców; miejscowość należała do parafii w Stawie.